# Narcissus pseudonarcissus
Il narciso trombone, o giunchiglia (Narcissus pseudonarcissus L., 1753) è una pianta della famiglia delle Amarillidacee, appartenente al genere Narcissus.

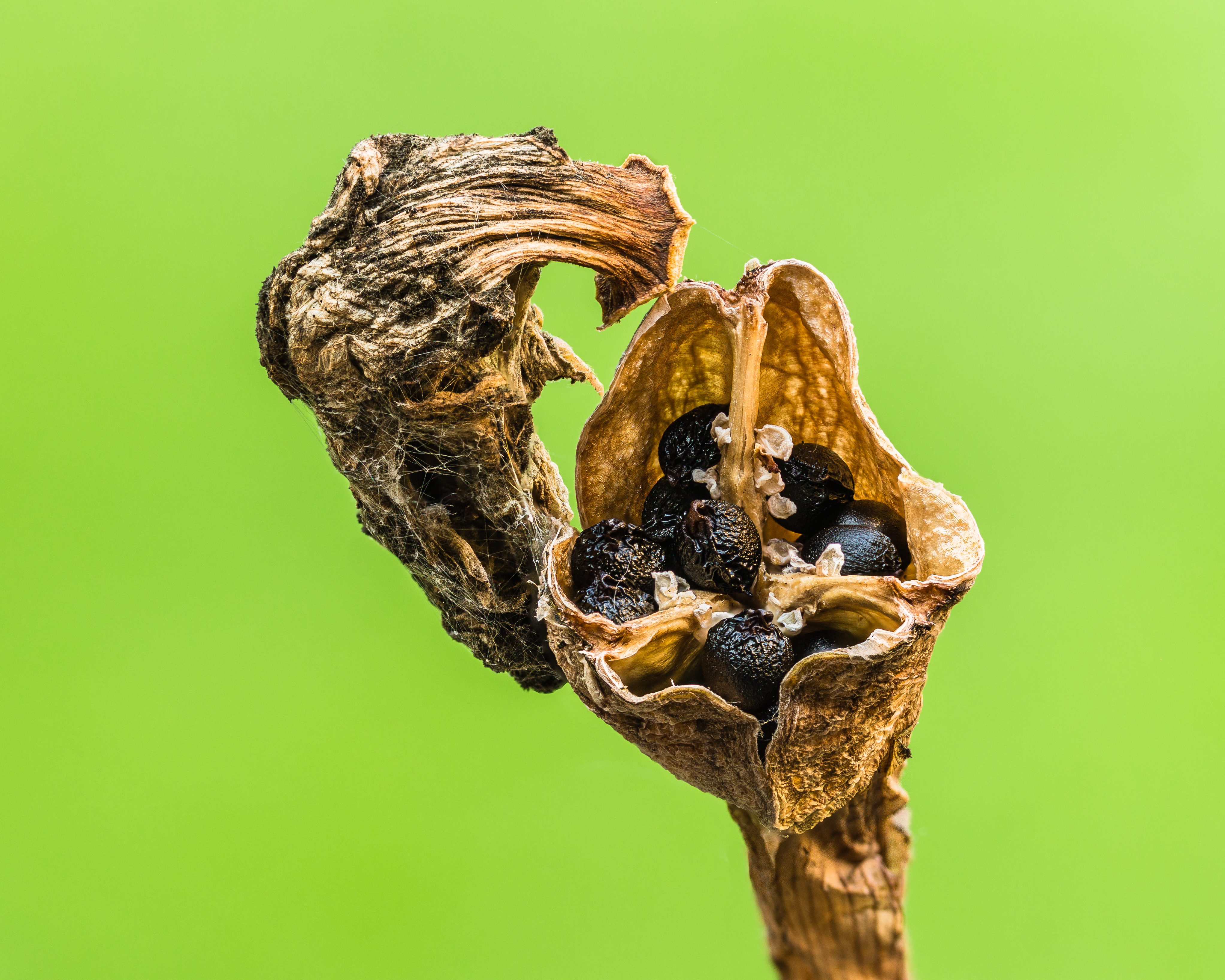
Potatura a semi aperti di un narciso trombettiere riempito con semi spaccati.

## Descrizione
Questa specie ha fiori giallo pallido, con una paracorolla centrale più scura. Le foglie lunghe e strette hanno un colore verde leggermente grigiastro e si alzano dalla base dello stelo. La pianta cresce da un bulbo. I fiori producono semi che, una volta germogliati, impiegano dai cinque ai sette anni per produrre una pianta in fiore.

### Colori
Tutto giallo (sia corolla che paracorolla), tutto bianco, bianco (corolla) e giallo (paracorolla), bianco e rosa o salmone, giallo e arancione.

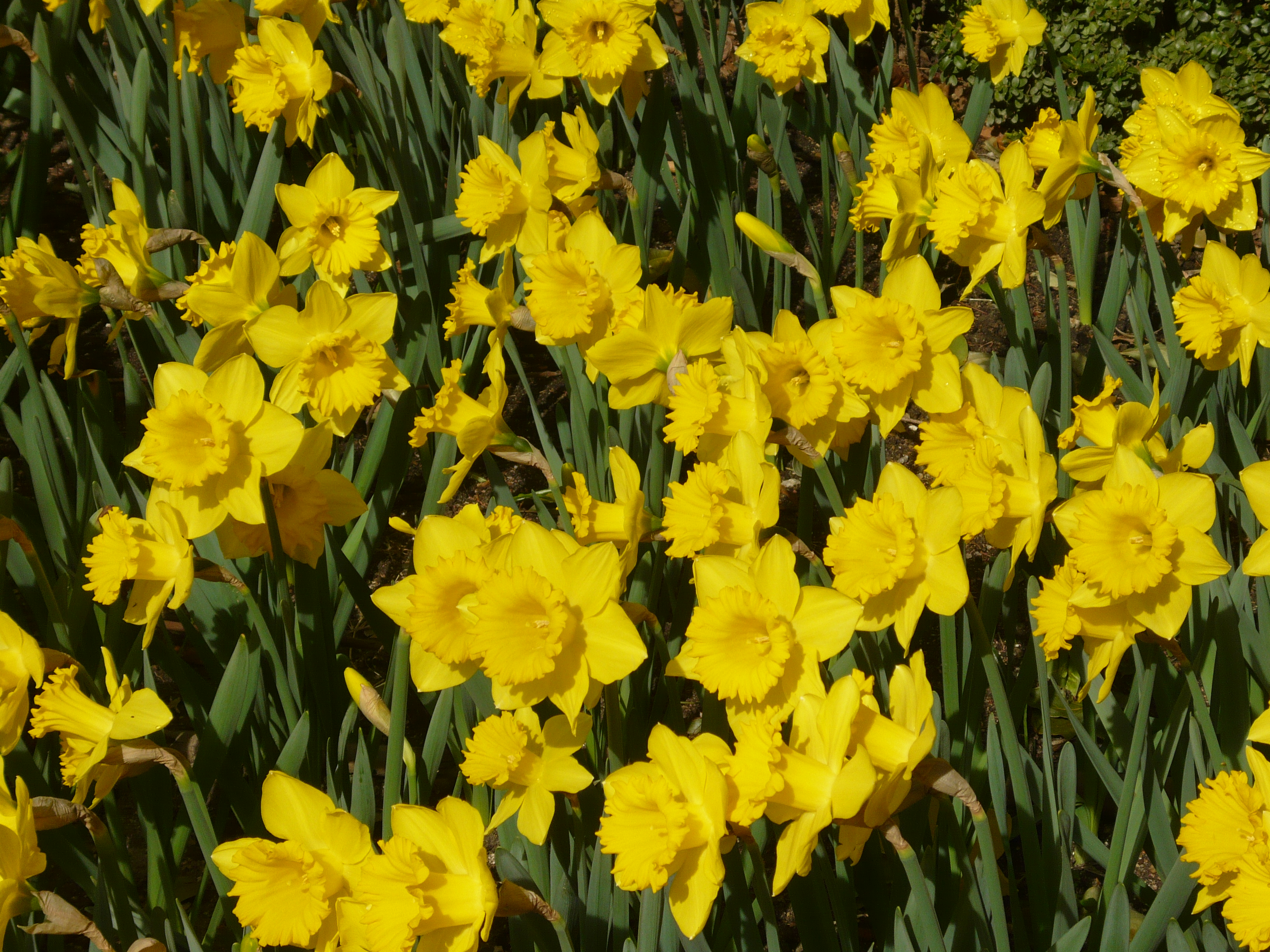
Narcissus Dutch Master
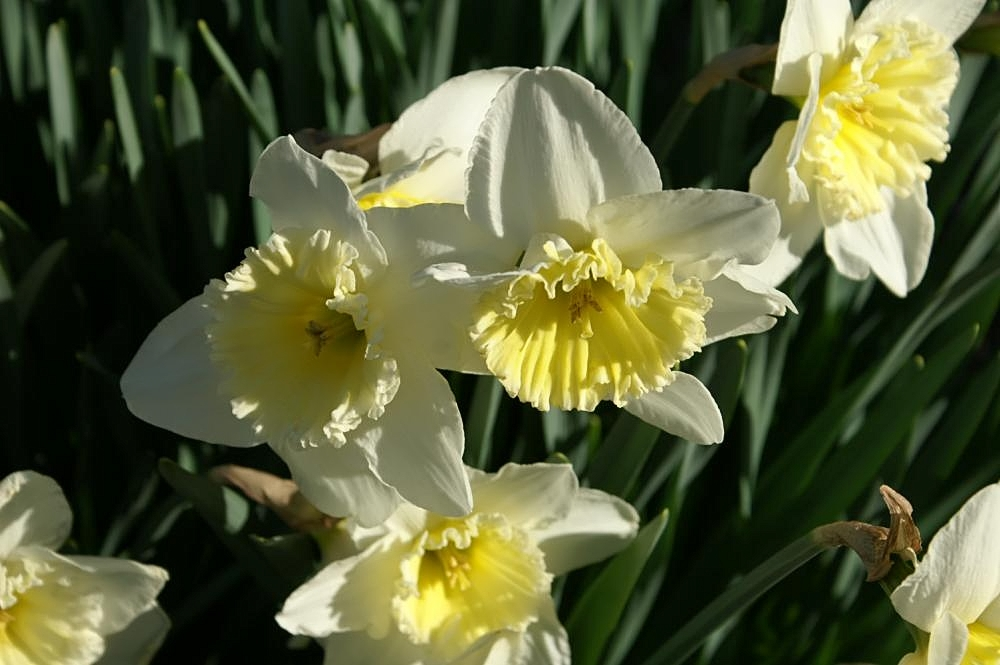
Narcissus Ice Follies
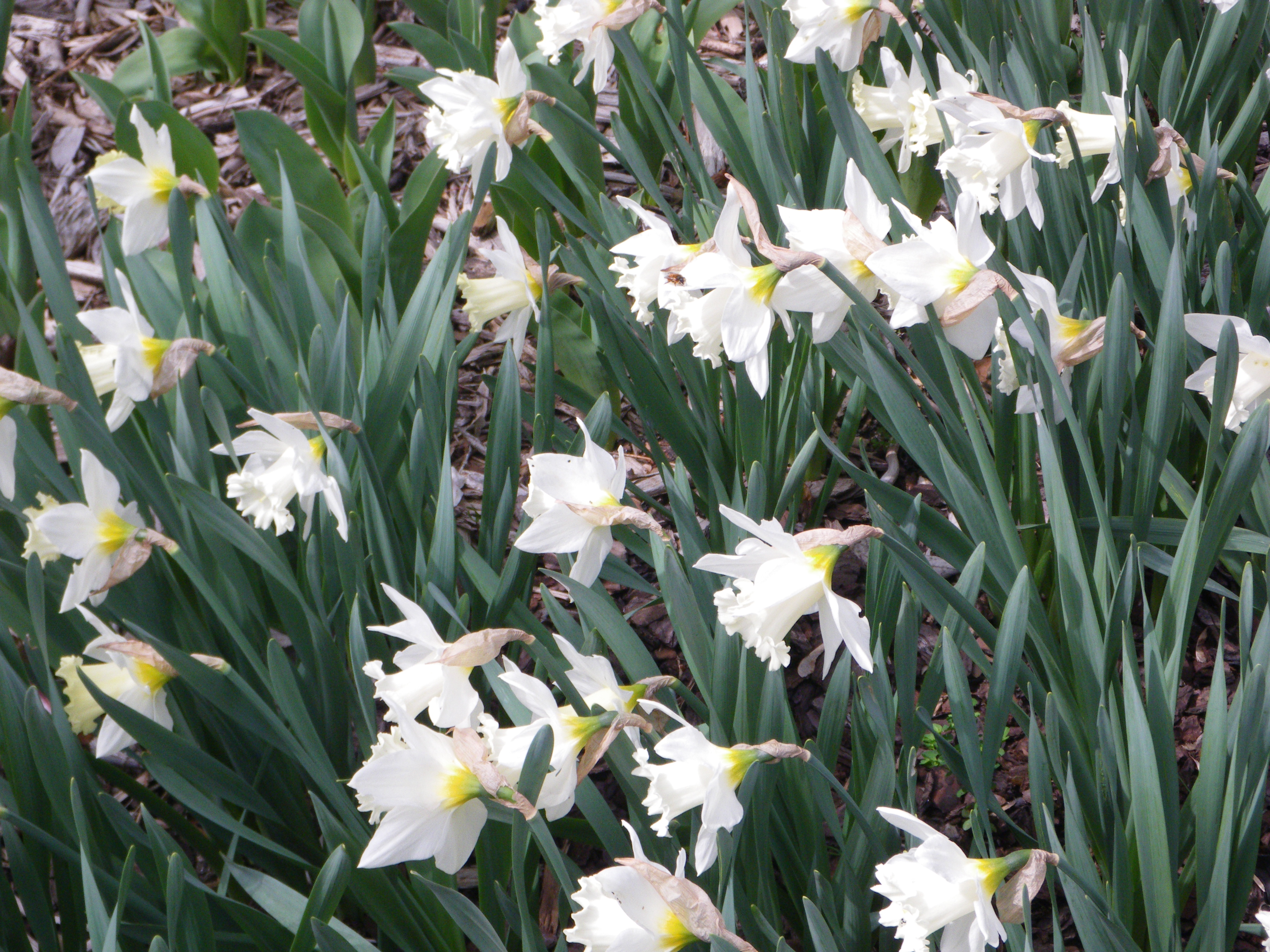
Narcissus Mount Hood
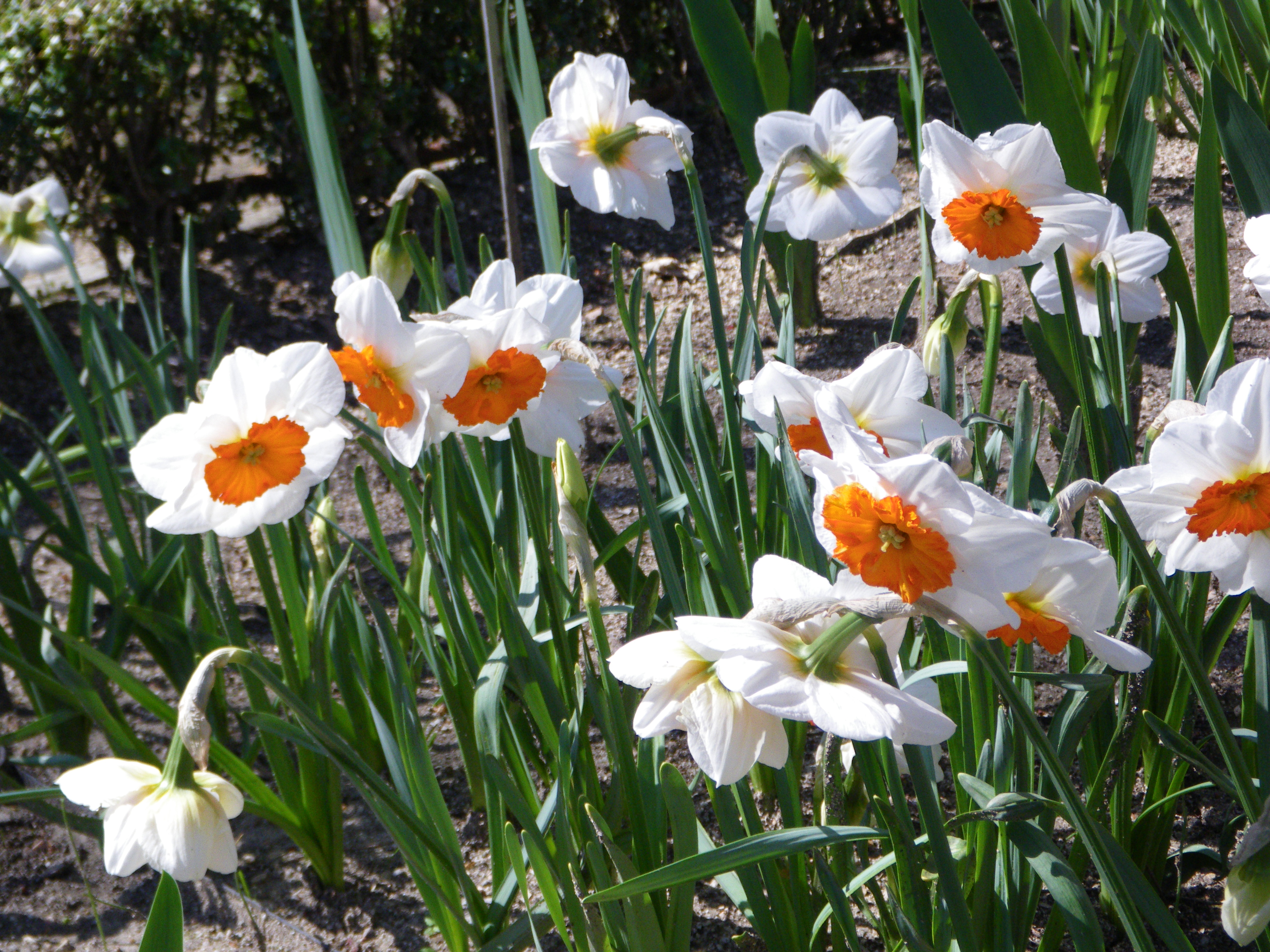
Narcissus Professor Einstein
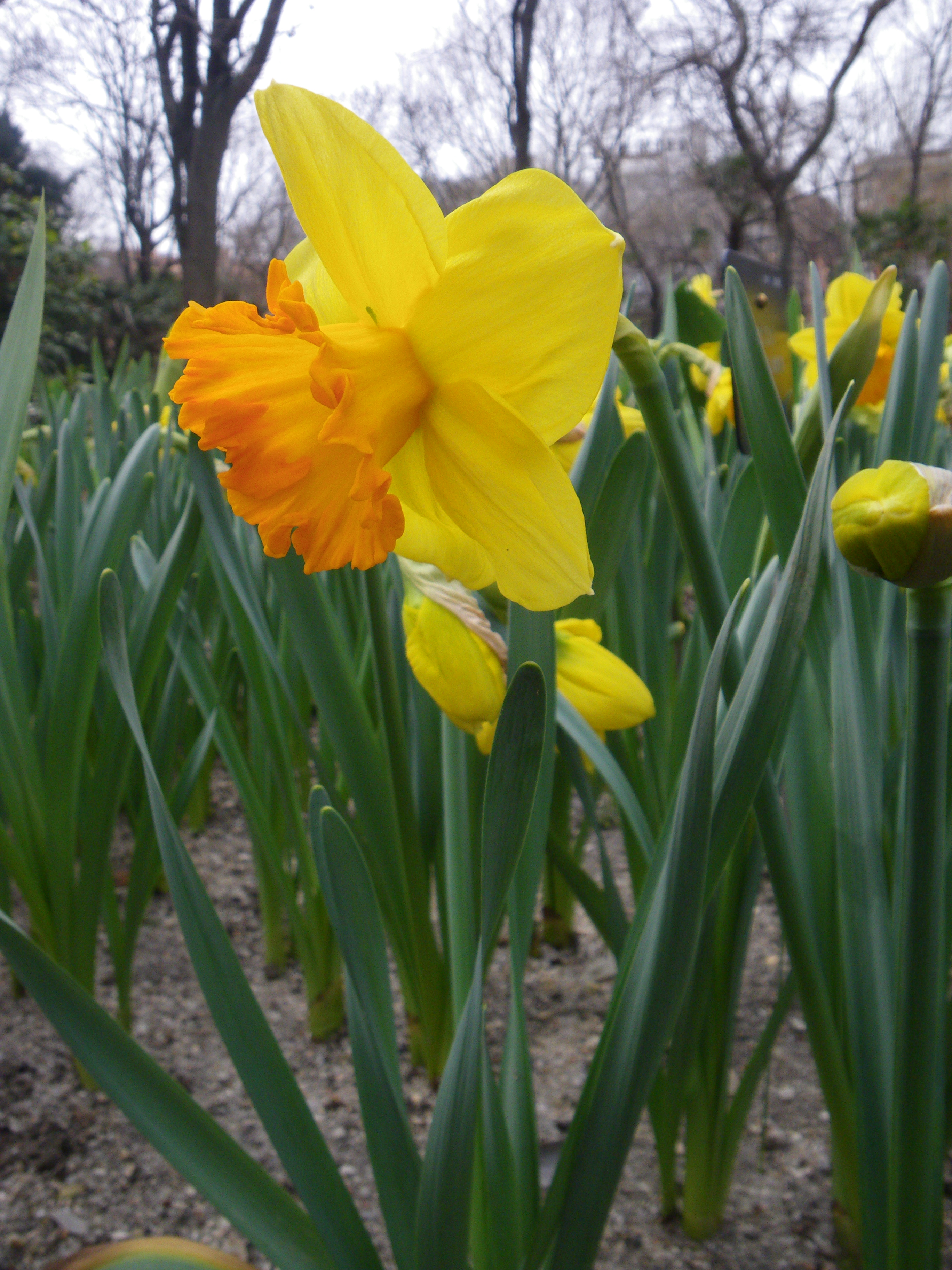
Narcissus Mary Bohannon
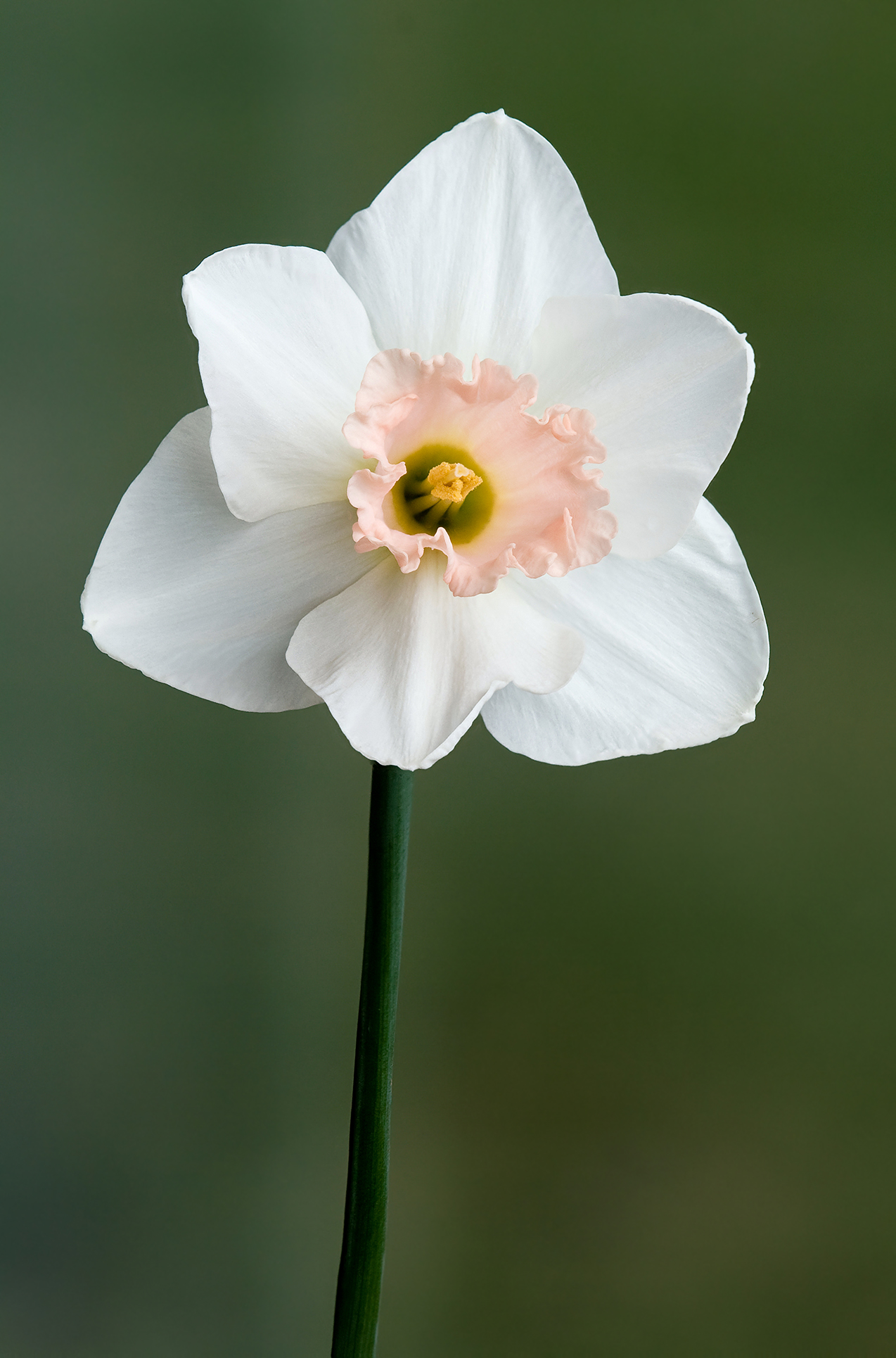
Narcissus Salome
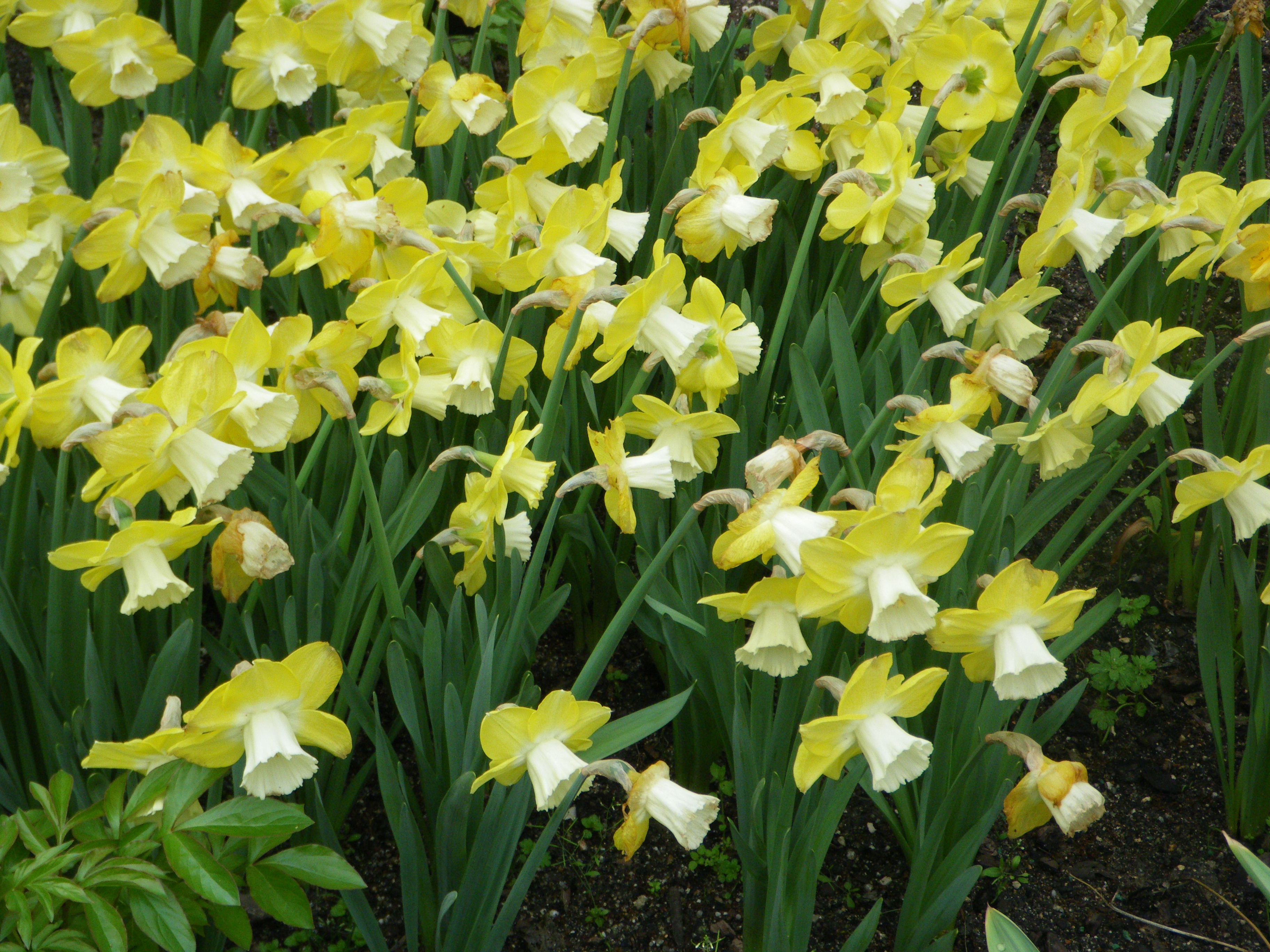
Narcissus Avalon

## Distribuzione e habitat
La specie è originaria dell'Europa occidentale, dalla Spagna e Portogallo, dall'est alla Germania, al nord, dall'Inghilterra e dal Galles. È comunemente coltivata in giardini e popolazioni si sono affermate nei Balcani, in Australia, in Nuova Zelanda, nel Caucaso, a Madeira, nella Columbia Britannica, nell'Ontario, a Terranova, nell'Oregon, nello Stato di Washington, in gran parte degli Stati Uniti orientali e nelle Isole Falkland. Le piante selvatiche crescono nei boschi, nei prati e su terreni rocciosi. In Gran Bretagna le popolazioni native sono diminuite sostanzialmente dal 19º secolo a causa dell'intensificazione dell'agricoltura, della bonifica dei boschi e dello sradicamento dei bulbi da utilizzare nei giardini. In Germania è stato oggetto di una campagna di sensibilizzazione nazionale per la protezione dei fiori selvatici nel 1981.
In Inghilterra, nel North York Moors National Park, la valle del Farndale ospita una grande popolazione di specie, lungo le rive del fiume Dove.
In Inghilterra, nel Gloucestershire, ci sono diverse riserve naturali che sostengono vaste popolazioni della specie vicino a Dymock Woods. In primavera c'è una passeggiata dei narcisi intorno a diverse riserve.

## Tassonomia

### Varietà
Narcissus pseudonarcissus ha otto varietà (descritte da H.W. Pugsley in un articolo del Journal of the Royal Horticultural Society del 1933), tra cui festinus, humilis, insignis, minoriformis, montinus, platylobus e porrigens. L'ottava varietà descritta da Pugsley, la pisanus, fu ulteriormente definita da A. Fernandes nell'annuario del narciso e tulipano del 1968.

### Cultivar a fiore doppio
Recenti ricerche in Galles, nel sud-ovest dell'Inghilterra e nel nord della Francia da acuti orticoltori hanno scoperto un piccolo numero di esemplari notevolmente distinti a doppio fiore di N. pseudonarcissus che crescono tra popolazioni selvatiche o naturalizzate del normale N. pseudonarcissus. Tali forme rare erano conosciute fino al tardo XVI secolo e all'inizio del XVII secolo da botanici ed erboristi come John Gerard e John Parkinson, che in vario modo li descrivevano come "Pseudonarcissus Anglicus flore pleno", "Gerrards double Daffodill" e successivamente " Il doppio narciso inglese ". I bulbi sono stati raccolti col permesso dei proprietari dei fondi e si spera che alcune di queste insolite cultivar possano essere commercializzabili in futuro.

## Emblema
Il narciso è il fiore nazionale del Galles, nonché della contea del Gloucestershire.

## Rischi per la salute
Come tutte le specie di Narciso, anche questa contiene un alcaloide velenoso, la licorina, che, se ingerito, provoca disturbi neuronali e infiammazioni gastriche negli animali al pascolo o nell'uomo e, se non curato in meno di 24 ore, può provocare la morte. Sono noti avvelenamenti in quanto i bulbi possono essere erroneamente scambiati per cipolle.